# Amtsgericht Ballenstedt

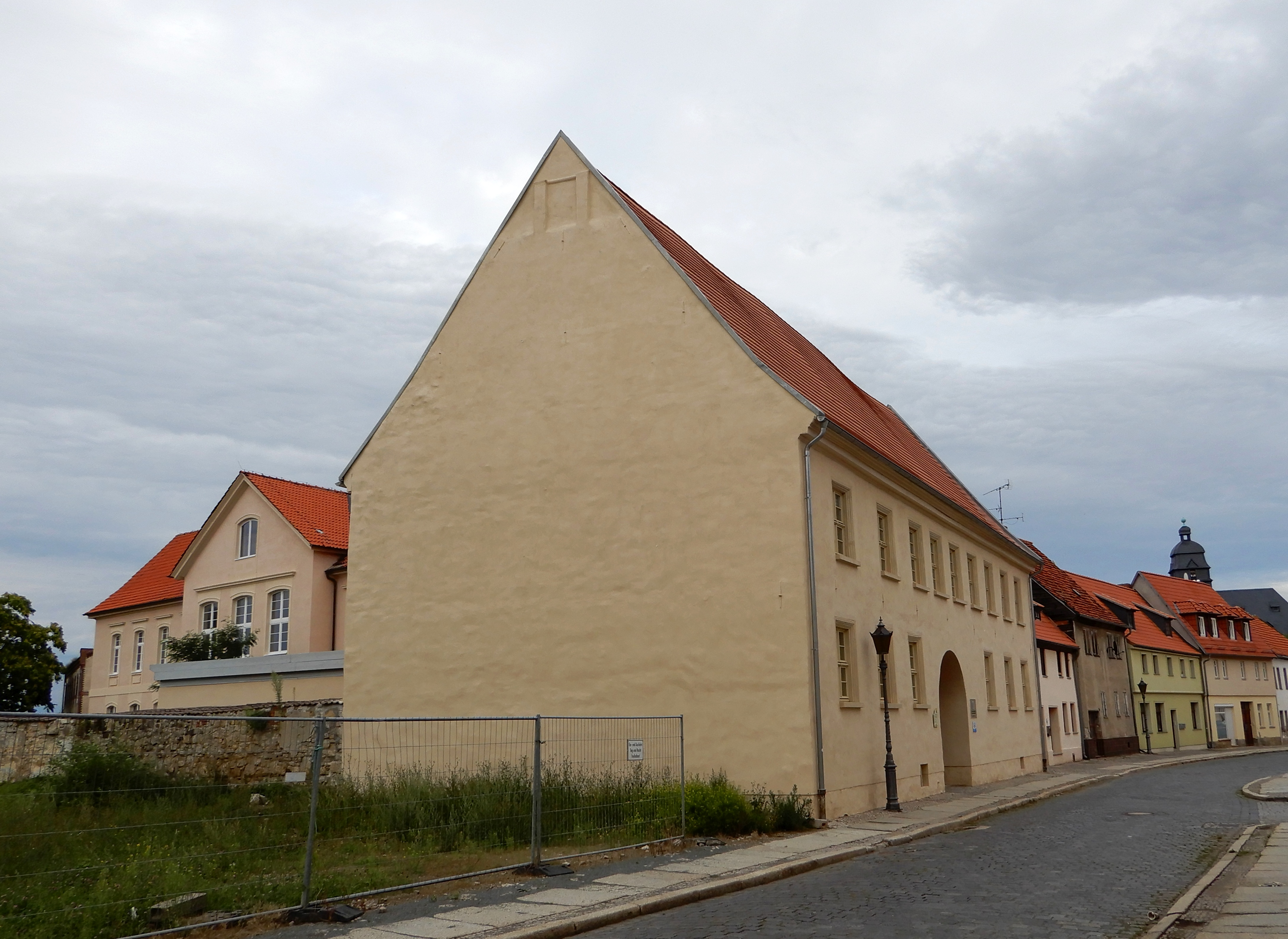
Ehem. Amtsgerichtsgebäude

Das Amtsgericht Ballenstedt war von 1879 bis 1952 ein Amtsgericht im Herzogtum und Freistaat Anhalt mit Sitz in Ballenstedt.

## Geschichte
Im Herzogtum Anhalt bestand in Dessau das Kreisgericht Ballenstedt als Gericht erster und das Oberlandesgericht Dessau als Gericht zweiter Instanz.
Nach der Einführung der Reichsjustizgesetze 1879 entstand reichsweit eine neue Gerichtsstruktur. An der Spitze des Instanzenzugs stand nun das Reichsgericht, dem das gemeinsame Oberlandesgericht Naumburg nachgeordnet war. Das Herzogtum Anhalt bildete den Sprengel des Landgerichts Dessau. Unter den 11 Amtsgerichten dieses Landgerichtes befand sich unter anderem das Amtsgericht Ballenstedt. Die bisherigen Gerichte wurden aufgehoben.
Am Gericht bestanden 1880 drei Richterstellen. Sein Sprengel umfasste 19.890 Gerichtseingesessene. Das Amtsgericht war damit ein großes Amtsgericht im Landgerichtsbezirk. Gerichtstage wurden in Großalsleben gehalten.
Im Jahre 1952 wurden in der DDR die Amtsgerichte abgeschafft und stattdessen Kreisgerichte gebildet. Ballenstedt kam zum Kreis Köthen, zuständiges Gericht war damit das Kreisgericht Köthen, welches dem Bezirksgericht Halle nachgeordnet war. Nach dem Zusammenbruch der DDR wurde das Kreisgericht 1992 aufgehoben; ein Amtsgericht Ballenstedt wurde nicht wieder eingerichtet.

## Gerichtsgebäude
Das Amtsgerichtsgebäude Ballenstedt (Breite Straße 12, Grabenstraße 10a) wurde vermutlich vor 1498 errichtet. Ab 1704 war es fürstliches Amtshaus, danach mehrere Nutzungen. Heute ist es in Privatbesitz. Es steht unter Denkmalschutz.